# Retroflex közelítőhang
A retroflex közelítőhang (vagy retroflex approximáns) egyes beszélt nyelvekben használt mássalhangzó. A nemzetközi fonetikai ábécé (IPA) e hangot a ɻ jellel jelöli, X-SAMPA-jele pedig r\`. Az IPA-jelet egy megfordított kis r betű alkotja, amelynek jobb alsó végéből egy jobbra mutató kampó ágazik ki.

## Jellemzői
A retroflex közelítőhang jellemzői:
- Képzésmódja közelítőhang (approximáns), ami annyit tesz, hogy a toldalékcső valamelyes szűkítésével jön létre a képzéshelyen, ami azonban nem elegendő ahhoz, hogy légörvényt keltsen.
- Képzéshelye retroflex, ami eredendően azt jelenti, hogy a nyelvhegy visszahajlításával jön létre, tágabb értelemben viszont annyit tesz, hogy posztalveoláris anélkül, hogy palatalizált lenne. A jellegzetes, nyelvhegy alatti (visszahajlított) képzésmód mellett tehát a nyelv érintkezhet apikálisan (a hegyével) vagy laminálisan (laposan) is.
- Zöngésségi típusa zöngés, így a képzése során rezegnek a hangszalagok.
- Orális mássalhangzó, azaz a levegő a szájon át tudja elhagyni a beszédképző szerveket.
- Centrális mássalhangzó, tehát a légáram a nyelv közepénél halad át, nem pedig a szélénél.
- Légáram-mechanizmusa pulmonikus egresszív, vagyis a levegőt pusztán a tüdővel és a rekeszizommal kilélegezve képezhető, akárcsak a legtöbb más beszédhang.

## Előfordulása
A retroflex közelítőhang India és Ausztrália számos nyelvében előfordul. Másutt ritka, azonban két igen sok beszélővel rendelkező nyelvben is jelen van, az angolban és a mandarin kínaiban.
| Nyelv         | Nyelv                 | Szó     | IPA      | Jelentés  | Jegyzet                                                       |
| ------------- | --------------------- | ------- | -------- | --------- | ------------------------------------------------------------- |
| angol         | amerikai nyelvjárások | red     | [ɻʷɛd]   | ’vörös’   | L. angol hangtan                                              |
| enindhilyagwa | enindhilyagwa         | angwura | [aŋwuɻa] | ’tűz’     |                                                               |
| kínai         | mandarin              | 肉/ròu  | [ɻou̯˥˩]  | ’hús’     | Retroflex, zöngés réshang is lehet ([ʐ]). L. mandarin hangtan |
| malajálam     | malajálam             | വഴി      | [ʋɐɻi]   | ’út’      |                                                               |
| tamil         | tamil                 | வழி      | [ʋɐɻi]   | ’út’      | L. tamil hangtan                                              |
| yaghan        | yaghan                | wárho   | [ˈwaɻo]  | ’barlang’ |                                                               |